# Lise Lotte Möller
Lise Lotte Möller (* 18. November 1912; † 8. März 1996 in Hamburg) war eine deutsche Kunsthistorikerin und von 1962 bis 1971 Direktorin des Museums für Kunst und Gewerbe in Hamburg.

## Leben
Ein Studium der Kunstgeschichte vor allem bei Erwin Panofsky an der Universität Hamburg schloss sie im Dezember 1937 mit der Promotion ab. Ihr Dissertationsthema lautete: Die Wandlungen des Kunstgedankens in der italienischen Kunsttheorie vom fünfzehnten bis Ende des sechzehnten Jahrhunderts.
Anschließend ging sie als Volontärin an das Museum für Kunst und Gewerbe. Dort veröffentlichte sie eine Studie über den im Museum verwahrten Prachteinband eines Lektionars aus der Hamburger St. Petrikirche. Es folgten eine Assistentenstelle am Kunsthistorischen Institut in Florenz und ein Praktikum bei der Preußischen Schlösserverwaltung in Berlin bei Ernst Gall.
1962 wurde sie als Nachfolgerin von Erich Meyer Direktorin des Museums für Kunst und Gewerbe. In einer Würdigung des Kunsthistorikers Theodor Müller heißt es: „Fundamental für Lise Lotte Möller war die Lehre von Erwin Panofsky in Hamburg und damit ihre Zugehörigkeit zu dem Zirkel der Ideen und Forschungen von Aby Warburg zur Geschichte der künstlerischen und geistigen Antikenrezeption im Abendland. Ihm (Panofsky) ist Frau Möller auch in den Jahren der schwersten Anfechtungen treu geblieben.“
Wertschätzung in der Fachwelt erfuhr ihre Monographie zum sogenannten Wrangelschrank, einem Intarsienmöbel. Theodor Müller: „… eine Monographie, die für die Kunstgeschichte des süddeutschen Möbels der Renaissance und des Manierismus ebenso wichtig geworden ist wie für die Interpretation der Anwendung ornamentaler Vorlagenblätter.“

## Veröffentlichungen (Auswahl)
- Die Wandlungen des Kunstgedankens in der italienischen Kunsttheorie vom fünfzehnten bis zum Ende des sechzehnten Jahrhunderts. Mayr, Würzburg 1938 (Dissertation).
- Bildteppiche aus sechs Jahrhunderten: Ausstellung im Museum für Kunst und Gewerbe; 21. Juli bis 11. Oktober 1953. Museum für Kunst und Gewerbe, Hamburg 1953.
- Der Wrangelschrank und die verwandten süddeutschen Intarsienmöbel des 16. Jahrhunderts. Deutscher Verein für Kulturwissenschaft, Berlin 1956.
- mit Wolfgang Lotz (Hrsg.): Studien zur toskanischen Kunst. Festschrift für Ludwig Heinrich Heydenreich zum 23. März 1963. Prestel, München 1964.

Übersetzungen:
- Erwin Panofsky: Grabplastik. Vier Vorlesungen über ihren Bedeutungswandel von Alt-Ägypten bis Bernini. Hrsg. Horst W. Janson. Dumont Schauberg, Köln 1964.
- Erwin Panofsky: Das Leben und die Kunst Albrechts Dürers. Rogner und Bernhard, München 1977, ISBN 3-8077-0073-0.